# Vrbje
Vrbje je vesnice a správní středisko stejnojmenné opčiny v Chorvatsku v Brodsko-posávské župě. Nachází se blízko hranic s Bosnou a Hercegovinou, asi 9 km jihovýchodně od Nové Gradišky a asi 53 km západně od Slavonského Brodu. V roce 2011 žilo ve Vrbji 455 obyvatel, v celé opčině pak 2 215 obyvatel.
Součástí opčiny je celkem sedm trvale obydlených vesnic. Ačkoliv je střediskem opčiny vesnice Vrbje, jejím největším sídlem je vesnice Bodovaljci.
- Bodovaljci – 552 obyvatel
- Dolina – 254 obyvatel
- Mačkovac – 289 obyvatel
- Savski Bok – 57 obyvatel
- Sičice – 391 obyvatel
- Visoka Greda – 217 obyvatel
- Vrbje – 455 obyvatel

Opčinou procházejí župní silnice Ž4156, Ž4157, Ž4178 a Ž4201. Jižně protéká řeka Sáva.